# Distretti del Botswana

Distretti del Botswana

I distretti del Botswana sono la suddivisione territoriale di primo livello del Paese e sono pari a 9. Ad esse sono equiordinate 6 città: Jwaneng, Lobatse, Selebi Pikwe e Sowa Town (town councils), nonché Francistown e Gaborone (city councils), altresì capoluoghi dei distretti Nordorientale e Sudorientale.
Ciascun distretto si articola a sua volta in sottodistretti.

## Lista
| Localizzazione | Distretto                 | Capoluogo   | Popolazione (2011) | Superficie (Km²) |
| -------------- | ------------------------- | ----------- | ------------------ | ---------------- |
|                | Distretto Centrale        | Serowe      | 585 595            | 142 093          |
|                | Distretto di Ghanzi       | Ghanzi      | 43 355             | 117 910          |
|                | Distretto di Kgalagadi    | Tsabong     | 50 492             | 25 023           |
|                | Distretto di Kgatleng     | Mochudi     | 91 660             | 7 960            |
|                | Distretto di Kweneng      | Molepolole  | 304 549            | 31 100           |
|                | Distretto Nordorientale   | Francistown | 60 264             | 5 120            |
|                | Distretto Nordoccidentale | Maun        | 152 284            | 109 130          |
|                | Distretto Sudorientale    | Gaborone    | 85 014             | 1 780            |
|                | Distretto Meridionale     | Kanye       | 197 767            | 28 470           |

## Evoluzione storica

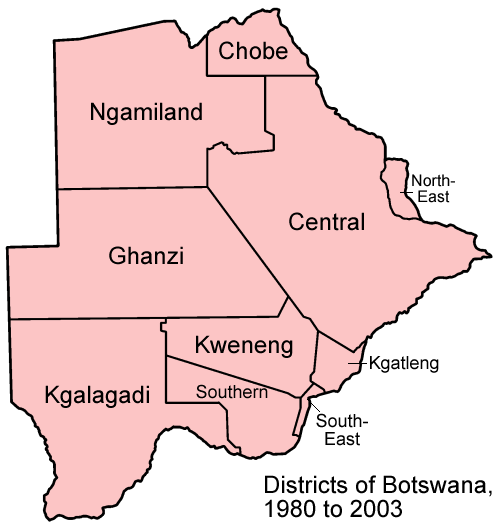
Distretti del Botswana (1980-2003)

Fino al 2003 il Botswana era suddiviso in 10 distretti; successivamente, il distretto di Chobe e il distretto di Ngamiland vennero fusi istituendo il distretto Nordoccidentale.